# 南北の窓
南北の窓（なんぼくのまど、韓国語:남북의 창 ナンブゲ・チャン）は大韓民国・韓国放送公社で制作され、KBS1で放送されているテレビ番組。

## 概要
朝鮮民主主義人民共和国の現在の姿を大韓民国の国民に伝えることを目的とした報道番組。盧泰愚大統領時代の1989年3月14日から放送が続けられている。。同様の企画意図の番組としてMBCの『統一展望台』が挙げられる。かつては日本でもKBS WORLDで翌週に放送時間をシフトして放送されており、視聴することができた。このKBSWORLD放送版では「北韓」が「北朝鮮」に改められるなど一部の表現に変化が見られた。

## 構成
- Issue & 韓半島
- 最近の北韓
- クローズアップ北韓
- 北韓映像

## 出演者
- イ・ヒョンジュ
- イ・ジエ - 2007年11月5日 - 2008年7月14日
- 趙修彬（ko:조수빈）
- ユン・スヨン（ko:윤수영）
- チェ・リョン（ko:채령）
- 嚴知仁（ko:엄지인）
- ユ・ジウォン（ko:유지원 (성우)）
- ウィ・ソヒョン（ko:위서현）
- ホン・スヨン（ko:홍소연）- 2009年 - 2010年
- ウォン・ジャヒョン（ko:원자현）
- 賈愛蘭（ko:가애란）
- 白承周（ko:백승주 (1976년)）